# Мадерниекс, Юлий
Юлий Мадерниекс (латыш. Jūlijs Madernieks; 27 февраля 1870 — 19 июля 1955) — живописец, художник-проектировщик, график, основатель и популяризатор латвийского профессионального прикладного искусства. Заслуженный деятель искусств Латвийской ССР.

## Биография
Юлий Мадерниекс родился 27 февраля 1870 года в Шваненбургской волости Валкского уезда Лифляндской губернии Российской империи (ныне Страдская волость Гулбенского края Латвии) в семье сельского арендатора.
Учился в Рижской школе немецкого общества ремесленников, окончил отделение декоративной живописи Центрального училища технического рисования барона А. Л. Штиглица (1898).
Будучи стипендиатом, имел возможность посетить Берлин, Дрезден и Париж, занимался в Школе изящных искусств (École des Beaux-Arts) и Академии Коларосси (1899—1890). Некоторое время жил и работал в Петербурге, был членом кружка латышских художников «Рукис».
С 1902 года в Риге. Работал учителем композиции и рисования в школе прикладного искусства А. Биргеле, в Рижской школе рисования общества помощи живописцам и в некоторых других частных учебных заведениях, был руководителем собственной художественной мастерской (1904—1914).
Состоял в художественном объединении «Садарбс». Член Союза художников Латвии (с 1944), удостоен звания Почётного работника культуры французского Министерства национального образования (1926), кавалер латвийского ордена Трёх Звезд IV степени (1927), Заслуженный деятель искусств Латвийской ССР (1945).
Умер 19 июля 1955 года в Риге.

## Творчество
Принимал участие в выставках с 1901 года. Работал преимущественно в области прикладного искусства. Привнёс национальный латышский орнамент в свои эскизы тканей, ковров, мебели. Занимался декоративной скульптурой и книжной графикой.
В ранних работах значительно влияние стиля модерн, в дальнейшем сменившееся индивидуальным стилем с присущим ему орнаментальным геометризмом и фольклорными аллюзиями.
Автор книг «Орнамент» (1913) и «Сочинения» (1930).